# Temple de foc

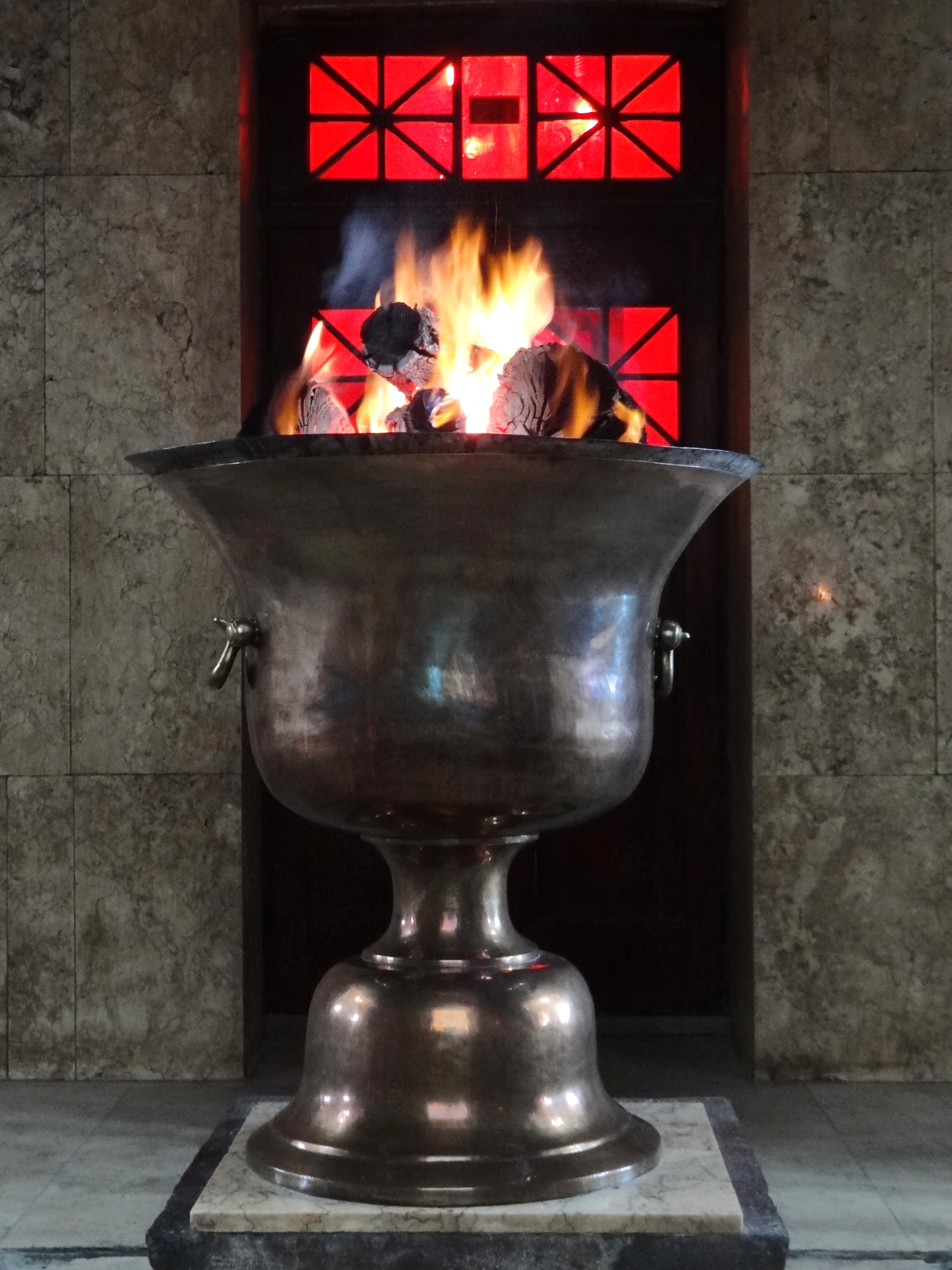
El foc sagrat cremant al temple de foc de Yazd, a l'Iran

Temple de foc és el nom amb què són coneguts els llocs de culte del zoroastrisme. A partir de la veneració de l'atar o foc sagrat com a divinitat (a partir del segle IV aC), es van construir recintes i edificis específics per retre-li culte per influència de les religions veïnes. Amb l'imperi part van proliferar pel territori persa, tant en forma de temples com d'altars a cel obert. Els temples seguien un mateix disseny: una planta quadrada amb quatre pilars que sostenien la cúpula, a imatge del cel, i l'altar al centre. Entre els temples n'hi havia uns de més importants, els anomenats «grans focs», que estaven relacionats amb la reialesa. Els temples tenien poca ornamentació, per tal que la bellesa de l'embolcall no fes desviar l'atenció dels fidels sobre la importància del foc. L'altar no es podia trepitjar per part dels profans.
En l'actualitat romanen més de 200 temples de foc repartits per tot el món, la gran majoria a l'Índia. Es classifiquen segons una jerarquia que fa referència als ritus que s'hi duen a terme per consagrar el foc. Als Ataix Dadgah, els més humils, un parell de sacerdots reciten els yasna, els textos de l'Avesta, al voltant d'unes flames. Després del ritual, qualsevol persona pot encarregar-se que el foc no s'apagui. Dins els Ataix Adaran es concentren vuit sacerdots que purifiquen el recinte durant setmanes i s'hi tenen en compte els representants de cada estament social, per simbolitzar que el foc engloba tothom. Per acabar, als Ataix Behram, el foc només es pot considerar consagrat quan s'han unit mostres de setze focs previs de diferent tipus, amb un seguit de complicades cerimònies que duren tot un any i involucren més de trenta oficiants.
Els focs del temple, un cop consagrats, es mantenen amb branquetes aportades pels fidels. Ha d'estar encès durant les cerimònies religioses i durant les dates assenyalades de l'any. Si s'apaga, cal recomençar tot el procés després d'un temps de pausa en què el recinte deixa de ser «temple de foc».